# アルフィン・アッピアー
アルフィン・アモアコー・アッピアー（Arvin Amoakoh Appiah、2001年1月5日 - ）は、オランダ・アムステルダム出身のサッカー選手。UDアルメリア所属。ポジションはFW。

## クラブ経歴
2018年10月30日、EFLカップのバートン・アルビオンFC戦にて、85分に途中交代でノッティンガム・フォレストFCでのプロデビューを果たした。2019年1月23日には、クラブとの契約を4年半延長した。
2019年9月2日、セグンダ・ディビシオンのUDアルメリアに移籍し、5年契約を結んだ。
2021年2月1日、選手としての経験を積むため、CDルーゴに2020-21シーズン終了までレンタル移籍をした。

## 人物
ガーナ人の両親の下、アムステルダムに生まれ、アッピアーが6歳の時に家族揃ってイングランドのノッティンガムへと移住した。